# Whiplash (aespa迷你專輯)
《Whiplash》（直译：鞭笞 / 鞭打）是韓國女子音樂組合aespa的第五張韓語迷你專輯，由SM娛樂製作，於2024年10月21日發行。是繼《Armageddon》時隔近5個月發行的專輯，亦是繼2023年11月10日《Drama》，時隔11個月發行的迷你專輯。專輯內共收錄6首歌曲，包含同名主打歌曲〈Whiplash〉。

## 發行背景
2024年8月8日，SM娛樂宣佈aespa預計在第4季發行迷你專輯。9月23日，透過官方社群平台發佈「Whiplash INTRO」預告影片並宣佈於10月21日以迷你五輯《Whiplash》回歸。同月26日，發佈《Whiplash》日程表動態宣傳影片。
9月30日，發佈aespa 虛擬分身「æ」的概念影片和概念照。
10月7日，發佈成員WINTER、GISELLE「Unbeatable Beat」概念影片和概念照。10月8日，發佈成員NINGNING、KARINA「Unbeatable Beat」概念影片和概念照。10月9日，發佈「Unbeatable Beat」團體概念照。
10月11日，透過官方社群平台公開專輯試聽影片，影片是以aespa 虛擬分身「æ」為主的影片。10月15日，發佈「Unstoppable Speed」概念影片和團體概念照。10月16日，發佈成員KARINA、WINTER、GISELLE、NINGNING「Unstoppable Speed」概念照。10月17日，發佈成員KARINA、WINTER、GISELLE、NINGNING「Unforgettable」概念照。

## 製作
10月18日，aespa ONE Production製作中心總監趙宇哲（조우철）、崔成宇（최성우）接受媒體訪談時談到對於該張專輯製作和宣傳。崔成宇表示「因為正規專輯《Armageddon》受到超乎預期的喜愛，在這張專輯對於選歌部份有了比較多的想法，首先〈Whiplash〉不是屬於〈Supernova〉這類型的流行歌曲，對於這首歌曲的喜愛程度可能會出現很多想法，但是製作團隊會選擇〈Whiplash〉EDM類型的歌曲當作回歸歌曲，除了沒有挑戰過這類型的歌曲外，同時也是希望團體有更多元的音樂類型曲風和發展風格。希望大眾能把這次的回歸當成是一種『挑戰』。」
趙宇哲表示「首次聽到〈Whiplash〉Demo時就確信這是首好歌且歌曲風格很明確。為了能夠更明確的表達歌曲內容將與〈Armageddon〉呈現華麗視覺效果完全不同，會運用較少的視覺效果和表演來傳遞〈Whiplash〉。〈Whiplash〉就像是在舞台上操控音樂的DJ們，聯想到音樂視覺化，音樂資料傳遞到螢幕展示出視覺效果的概念。而這樣的想法最適合表達和演繹的即是『æ-aespa』。aespa的世界觀從第二季開始擴展到多元宇宙，這次的『æ-aespa』是結合不同宇宙之間的資料數據組成和以往不同樣貌的『æ-aespa』。」
《Armageddon》的宣傳口號是「나는 나로 정의한다（Only I Can Define Myself 只有我能定義我自己）」，若是以「나（我）」為主詞的話，這張專輯的口號則是「나 는 새로운 세계를 여는 Game Changer 我是開啟新世界的 Game Changer」。

## 記事
- 《Armageddon》多重宇宙劇集「aepisode #3 [aespa came back home]」片尾影片是日本出道單曲《Hot Mess》片段，而〈Hot Mess〉音樂錄影帶開頭是從「10:21」開始倒數，當時有粉絲們猜測「10:21」是否為下張專輯的回歸日期。
- 8月19日，成員WINTER在直播時提到下次回歸（即《Whiplash》）其實是從去年（2023年）就開始準備。[15]
- 9月8日，團體在出席《2024 The Fact Music Awards》頒獎典禮時，發表獲獎感言時透露新歌名稱為〈Whiplash〉及舞蹈重點。[16]
- 9月14日至15日，團體參加完在洛杉磯舉辦的《Krazy Super Concert 2024》後，隨即在當地進行專輯拍攝工作。
- 10月14日，成員WINTER在直播時提到《Whiplash》原本是預計今年（2024年）年初就發行的作品，但因為內部的某些因素延後發佈。「Unstoppable Speed」是去年（2023年）11月就已經完成拍攝的照片，有考慮過這組照片是否要在〈Supernova〉時候上傳，但考量到〈Supernova〉整體概念的因素，暫且保留。[17]

## 歌曲介紹
- 〈Whiplash〉：主打歌曲是團體首次挑戰以Techno音樂曲風回歸，是首具有強烈速度感和House Beat為基礎的EDM類型的電子音樂。歌詞描寫「展現出屬於aespa的自信魅力，不要被拘泥於框架之中，以自己的標準與尺度自信的勇往向前。」[18]
- 〈Kill It〉：是首以抓耳的合成器和歌聲為主的嘻哈音樂。歌詞描寫「對於無故批判的人們發出警告。」此外，SM娛樂的音樂廠牌ScreaM Records（英语：ScreaM Records）的DJ兼製作人IMLAY參與該歌曲的作曲、編曲。[19]
- 〈Flights, Not Feelings〉：是首有著復古且神秘氛圍的R&B歌曲。歌詞描寫「拋開負面情緒和想法，要自由的享受人生。」[20]
- 〈Pink Hoodie〉：是首以合成器和Bassline組成的嘻哈舞曲。歌詞描寫「愛原本的自己並保有自信。」[19]
- 〈Flowers〉：是首以吉他Riff為主的R&B歌曲。歌詞描寫「把陷入愛情的情感比喻為花」[20]
- 〈Just Another Girl〉：是首以吉他和人聲組成的流行搖滾歌曲。歌詞描寫「與背叛的戀人分手並毫不留戀的離開。」[20]

## 宣傳
10月1日，透過官方社群平台發佈一張「WHIPMIXER (MY Remix Ver.)」DJ控制台的操作說明，使用者可以透過aespa官方宣傳網站進行操作使用，使用者點擊歌曲後即可使用網站所提供的專輯歌曲片段進行混音。讓使用者不單僅限制於「聽」音樂，而是希望能讓使用者能一起製作並進行歌曲的混音的體驗。
10月21日，專輯發行日當天下午5點透過aespa官方YouTube、TikTok、Weverse頻道進行《aespa Whiplash Countdown Live》紀念回歸直播節目，節目中預計能搶先收聽歌曲、介紹歌曲和分享專輯籌備的幕後花絮等相關內容。
10月14日，SM娛樂宣佈將於10月21日至11月3日在首爾城東區舉行「aespa WEEK - #Whiplash_mood」為期兩週的快閃店活動。該活動將打造《Whiplash》專輯的整體概念與氛圍，展場內將展出æ-aespa、DJ台和等多種大型裝置，預計將展出沉浸式的五感體驗空間。除了展覽外，另外設有販售專輯和週邊商品與成員拍攝四格照機台的等多樣化的空間。
10月16日，SM娛樂宣佈與服飾品牌《032c》共同合作推出「capsule collection」系列商品，為了紀念與《032c》的合作將在首爾 032c Gallery Seoul舉辦「Whiplash: 032c x aespa capsule collection (SEOUL EXCLUSIVE)」專輯試聽活動和快閃店，10月19日至20日在新專輯發行前2天舉行《Whiplash》專輯歌曲搶先試聽。10月21日至31日在首爾 032c Gallery Seoul 販售「capsule collection」系列服裝配件等7件商品，此外將結合展場內的空間展示專輯中的概念。
ONE Production製作中心總監趙宇哲（조우철）表示「aespa每張專輯的宣傳都是吸取過往的經驗，希望能讓下次宣傳活動能達到專輯宣傳效益最大化。此次除了使用官方宣傳網站進行歌曲改編歌曲的體驗之外，開設快閃店、專輯概念展覽與服飾品牌《032c》合作推出聯名商品並舉行專輯搶先試聽會，期望透過多樣化的宣傳方式更加深度的體驗專輯概念和音樂。」

## 專輯版本
10月10日，社群平台公佈專輯共發行4種版本，包含BEAT 版、SPEED 版、SMini 版和限量販售的Whiplash Limited 版。10月15日，公佈限量販售 T-SHIRT專輯和Whiplash Limited T-SHIRT 示意影片。
- BEAT 版：封面1款（共5款）、CD、寫真冊（64頁）、明信片1組（共4款）、海報1張（隨機給，共2款）、個人小卡1張（隨機給，共4款）。[26]
- SPEED 版：封面1款（共5款）、CD、寫真冊1款（36頁，共5款，給予對應封面的寫真冊）、明信片1組（共5款，給予對應封面的明信片）、摺疊海報1張（隨機給，共2款）、貼紙、個人小卡1張（隨機給，共4款）。[27]
- SMini 版：封面1款（隨機給，共4款）、Music NFC CD、個人小卡1張（隨機給，共4款）。[28]
- Whiplash Limited 版：封面1款（共4款）、T恤 1件（共4款，給予對應封面的款式）、CD（共4款，給予對應封面的CD）、寫真冊（56頁）、小報（20頁）、摺疊海報1張（隨機給，共2款）、腕帶、個人小卡4張、團體小卡1張。[29]

## 榜單
| 排行榜（2024年）                     | 最高 排名 |
| ------------------------------------ | --------- |
| 奧地利（奧地利Ö3專輯榜）             | 64        |
| 比利時法蘭德斯（Ultratop專輯榜）     | 77        |
| 比利時瓦隆（Ultratop專輯榜）         | 155       |
| 克羅埃西亞（HDU國際專輯榜）          | 10        |
| 日本（Oricon專輯榜）                 | 4         |
| 日本（Oricon專輯合算榜）             | 4         |
| 日本（告示牌熱門專輯榜）             | 17        |
| 奈及利亞（TurnTable專輯榜）          | 74        |
| 南韓（Circle專輯榜）                 | 1         |
| 英國（OCC數位專輯榜）                | 53        |
| 美国（《告示牌》200）                | 50        |
| 美國（《告示牌》Independent Albums） | 9         |
| 美國（《告示牌》World Albums）       | 2         |

| 排行榜（2024年）     | 最高 排名 |
| -------------------- | --------- |
| 日本（Oricon專輯榜） | 5         |
| 南韓（Circle專輯榜） | 2         |

## 收錄曲目
| Whiplash | Whiplash              | Whiplash            | Whiplash                                                                           | Whiplash                                    | Whiplash |
| 曲序     | 曲目                  |                     | 作曲                                                                               | 编曲                                        | 时长     |
| -------- | --------------------- | ------------------- | ---------------------------------------------------------------------------------- | ------------------------------------------- | -------- |
| 1.       | Whiplash              | Leslie (XYXX)       | Marcus “MarcLo” Lomax Neil Ormandy Rosina "Soaky Siren" Russell Lewis Jankel       | Lewis Jankel Neil Ormandy                   | 3:03     |
| 2.       | Kill It               | 현지원              | IMLAY EJAE Kirsten Collins                                                         | IMLAY                                       | 3:19     |
| 3.       | Flights, Not Feelings | 이혜윰(Jamfactory)  | HONEY NOISE (THE HUB) Brown Panda (THE HUB) Frankie Day (THE HUB) Chanti (THE HUB) | HONEY NOISE (THE HUB) Brown Panda (THE HUB) | 3:01     |
| 4.       | Pink Hoodie           | 이은화(153/Joombas) | Didrik Thott Sebastian Thott Maria Marcus                                          | Sebastian Thott                             | 2:26     |
| 5.       | Flowers               | 지예원(153/Joombas) | Sofia Kay Chantry Johnson Noémie Legrand                                           | Chantry Johnson                             | 3:10     |
| 6.       | Just Another Girl     | 이스란              | Fabian Torsson Moa “Cazzi Opeia” Carlebecker Ellen Berg Nermin Harambasic          | Phat Fabe                                   | 3:04     |
| 总时长： | 总时长：              | 总时长：            | 总时长：                                                                           | 总时长：                                    | 18:03    |

## 銷售及認證
| 國家 | 排行榜       | 銷量            | 銷量      | 來源   |
| ---- | ------------ | --------------- | --------- | ------ |
| 韓國 | Circle Chart | 2024            | 1,000,643 | [ 45 ] |
| 韓國 | Circle Chart | 2025            | 4,896     | [ 46 ] |
| 韓國 | Circle Chart | Whiplash (SMC)  |           |        |
| 韓國 | Circle Chart | 2024            | 99,358    | [ 47 ] |
| 韓國 | Circle Chart | 總計：1,104,897 |           |        |

| 國家 | 排行榜       | 銷量   | 銷量   | 來源   |
| ---- | ------------ | ------ | ------ | ------ |
| 日本 | Oricon公信榜 | 2024年 | 45,161 | [ 48 ] |

| 地區                                  | 认证 | 认证单位/销量 |
| ------------------------------------- | ---- | ------------- |
| 韓國（韓國音樂內容協會）              | 百万 | 1,000,000^    |
| *僅含認證的實際銷量 ^僅含認證的出貨量 |      |               |

## 發行歷史
| 發行地區 | 發行日期       | 發行形式          | 廠牌                      |
| -------- | -------------- | ----------------- | ------------------------- |
| 全球     | 2024年10月21日 | 數位下載 串流媒體 | SM娛樂 Kakao娛樂 華納唱片 |
| 韓國     | 2024年10月21日 | CD                | SM娛樂 Kakao娛樂 華納唱片 |
| 韓國     | 2025年2月25日  | 黑膠唱片          | SM娛樂 Kakao娛樂 華納唱片 |

## 外部連結
- aespa官方網站